# Hawker Typhoon
O Hawker Typhoon foi uma aeronave britânica, designada para desempenhar missões como caça-bombardeiro. Produzido pela Hawker Aircraft, foi inicialmente desenvolvido para ser um interceptor de média-alta altitude, para substituir o Hawker Hurricane; porém, vários problemas de design fizeram com que nunca conseguisse realizar esta operação na plenitude.
O Typhoon foi designado para ter 12 metralhadoras e ser alimentado por um poderoso motor. A sua introdução ao serviço em 1941 revelou uma série de problemas com a aeronave, e durante vários meses o futuro da aeronave foi incerto. Quando a Luftwaffe lançou em serviço o formidável Focke-Wulf Fw 190 em 1941, o Typhoon era o único caça capaz de o "apanhar" em baixas altitudes; graças a isto, o Typhoon assegurou um importante papel como um interceptor de baixa altitude.
Através da iniciativa de pilotos como Roland Beamont, esta aeronave alcançou importância em operações nocturnas e como caça de longo-alcance. A partir do final de 1942, o Typhoon passou a estar equipado com bombas e, a partir de 1943, com RP-3 de ataque ar-solo. Com este conjunto de armamento, o Typhoon tornou-se uma das aeronaves mais eficazes da Segunda Guerra Mundial no que toca a ataques ar-solo.

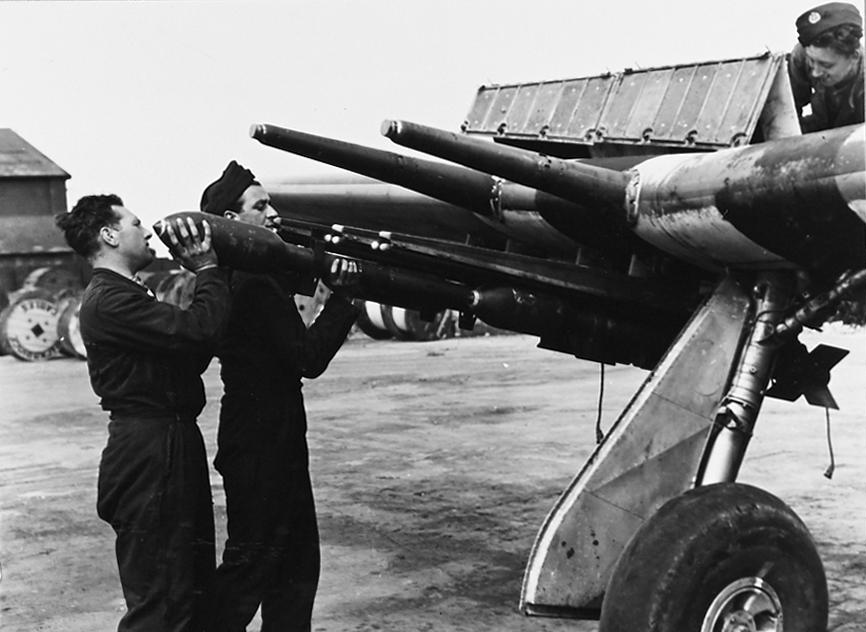
Foguetes RP-3 sendo carregados nos trilhos de um Typhoon da RAF c.1944
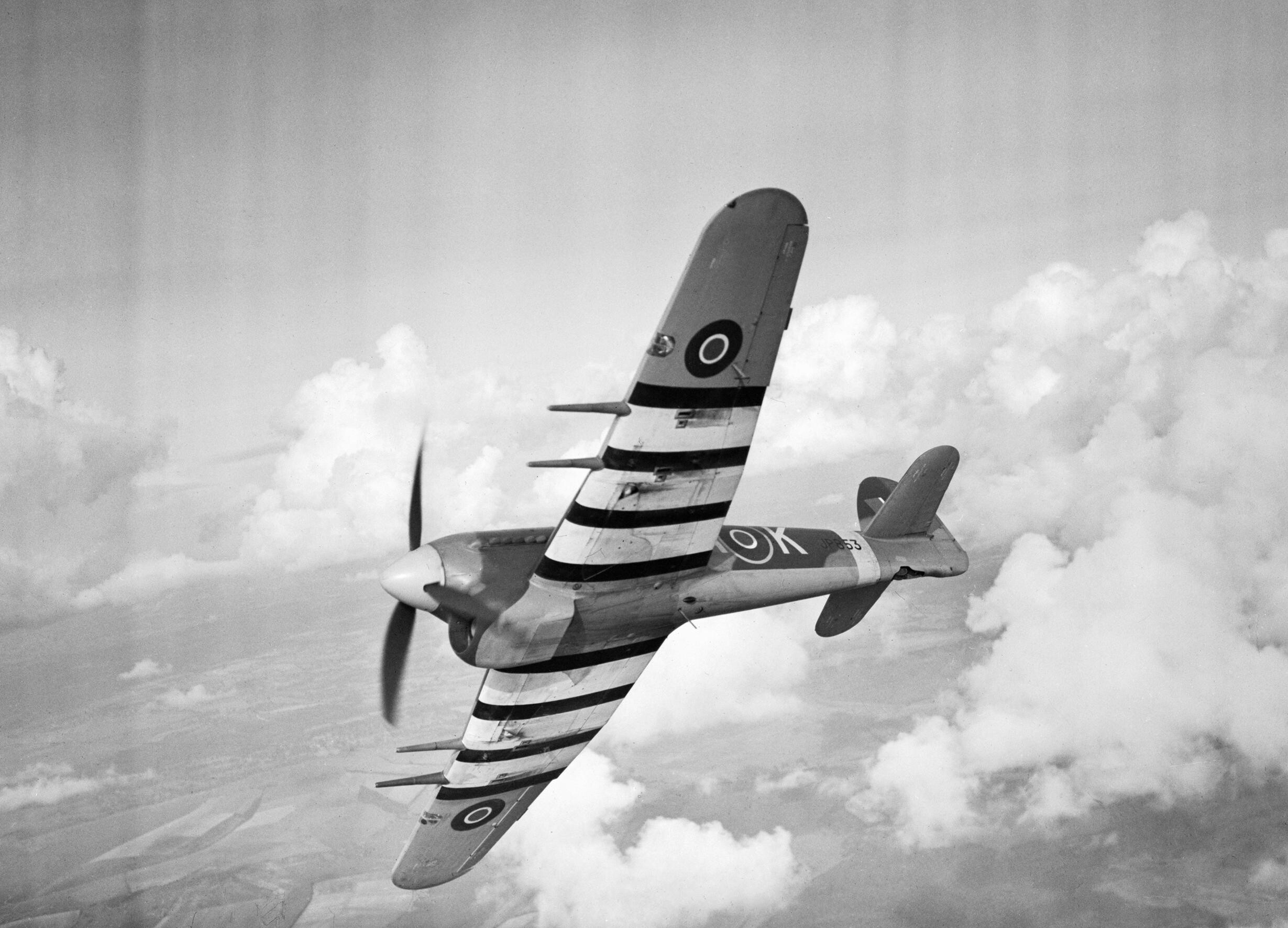
Hawker Typhoon Mk IB Nº 486 Esquadrão RAF c.1943

## Operadores
- Austrália
- Canadá
- Nova Zelândia
- Reino Unido